# Dorylaea semimarginalis
Dorylaea semimarginalis är en kackerlacksart som först beskrevs av Hanitsch 1915.  Dorylaea semimarginalis ingår i släktet Dorylaea och familjen storkackerlackor. Inga underarter finns listade i Catalogue of Life.